# Belbèze-en-Comminges
 Belbèze-en-Comminges  es una población y comuna francesa, en la región de Mediodía-Pirineos, departamento de Alto Garona, en el distrito de Saint-Gaudens y cantón de Salies-du-Salat.

## Demografía
| 732 | 749 | 867 | 999 | 1 048 | 1 015 | 1 096 | 1 037 | 936 | 847 | 890 | 793 | 795 | 752 | 670 | 606 | 564 | 552 | 538 | 523 | 418 | 413 | 387 | 407 | 418 | 213 | 188 | 139 | 125 | 130 | 108 | 116 |
| Para los censos de 1962 a 1999 la población legal corresponde a la población sin duplicidades (Fuente: INSEE [Consultar]) |     |     |     |       |       |       |       |     |     |     |     |     |     |     |     |     |     |     |     |     |     |     |     |     |     |     |     |     |     |     |     |